# Wincenty Podczaski
Wincenty Podczaski, herbu Rola (ur. ok. 1753 w Ośniszczewie na Kujawach, zm. 1813/1814) – wyższy oficer armii koronnej oraz armii Księstwa Warszawskiego, komendant Korpusu Kadetów w Kaliszu.

## Życiorys

### Pochodzenie i rodzina
Syn Pawła i Cecylii z Madalińskich. Jego ojciec był podstolim kruszwickim, zaś brat Ignacy (ur. 17 sierpnia 1752) uczestniczył w powstaniu kościuszkowskim w stopniu majora. 
Pierwszą żoną Wincentego Podczaskiego była Joanna z domu Sachert (Cachertowna ), a drugą Anna z Bardzińskich; dziećmi z pierwszego małżeństwa byli Damazy (ur. 1788), w 1810 uwolniony ze służby wojskowej w stopniu podporucznika, i Aleksander (ur. 1792 w Warszawie), w 1812 również podporucznik (obaj służyli w 3 pułku piechoty), zaś synem z drugiego małżeństwa był Hipolit (ur. 1800), oficer w okresie powstania listopadowego (1831).
Z kolei następca Wincentego Podczaskiego na stanowisku komendanta Korpusu Kadetów w Kaliszu, Józef Regulski-Falk, nazywany jest w niektórych publikacjach zięciem Wincentego Podczaskiego; był on żonaty z Bibianną Podczaską (zm. 1869), jednak ze źródeł nie wynika, żeby Bibianna była córką Wincentego.

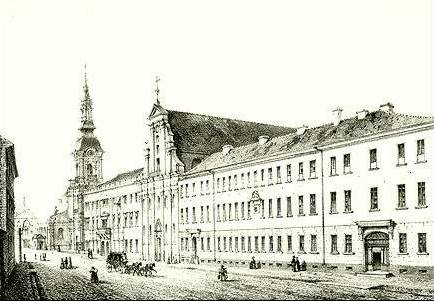
Budynek korpusu kadetów w Kaliszu (dawne kolegium jezuitów)

### Kariera wojskowa
W latach 1766–1771 Wincenty Podczaski i jego brat Ignacy przebywali w Królewskim Korpusie Kadetów, zwanym popularnie Szkołą Rycerską. Od 1771 Wincenty służył w 6 Regimencie Pieszym Łanowym (w tym samym regimencie od 1774 służył Ignacy), początkowo jako chorąży, następnie awansował do stopnia porucznika (1775) i kapitana sztabowego (1780), kapitana z kompanią (II 1790), ostatecznie dosłużył się stopnia majora (kwiecień 1790).
Major Wincenty Podczaski wziął udział w insurekcji kościuszkowskiej (1794), prawdopodobnie razem z bratem walcząc w bitwach swego regimentu: pod Racławicami, pod Szczekocinami i w obronie Pragi. 
Nie wiadomo jakie były jego losy po upadku I Rzeczypospolitej (1795), aczkolwiek nie służył on w Legionach Polskich, utworzonych w 1797 przez generała Jana Henryka Dąbrowskiego i walczących u boku wojsk rewolucyjnej Francji.
Gdy w 1806 Królestwo Prus padało pod ciosami napoleońskiej Wielkiej Armii, na terenie Wielkopolski – zagarniętej przez Prusy w wyniku rozbiorów – wybuchło powstanie. Przybyły na polecenie cesarza Napoleona do Poznania gen. Dąbrowski począł organizować wojsko polskie, m.in. na terenie ówczesnego departamentu warszawskiego. W Łęczycy powstały zalążki 9 pułku piechoty (później przemianowanego na 3 pp), a jego organizatorem został por. August Komorowski, jednakże z uwagi na jego stan zdrowia od połowy grudnia 1806 żołnierzy tych szkolił Wincenty Podczaski.
W armii Księstwa Warszawskiego Podczaski otrzymał wpierw stopień majora 3 pułku piechoty (od października 1808 był nim już Jan Krukowiecki), a we wrześniu 1808 awansował na stopień pułkownika, obejmując stanowisko dyrektora Korpusu Kadetów w Kaliszu, w stolicy departamentu (początkowo komendantem szkoły był jeszcze pruski major Berg, który w 1808 podał się do dymisji) . Pod rządami płk. Podczaskiego kaliski Korpus Kadetów ukończyło 70 oficerów piechoty i jazdy . 
W dniu 13 kwietnia 1812 do Kalisza z niespodziewaną wizytą przybył Hieronim Bonaparte, brat cesarza i król Westfalii, wraz z całą swoją świtą, dworem i dowodzoną przez siebie dywizją. Wizytę organizował kaliski prefekt Antoni Garczyński, który nie posiadając odpowiednich funduszy zwrócił się o pomoc finansową do ministra spraw wewnętrznych i ministra skarbu, a także do komendanta Podczaskiego, by ten przyszykował w siedzibie korpusu co najmniej 20 pokoi, usunąwszy z nich bez zwłoki guwernerów i kadetów .
Komendantem Korpusu Wincenty Podczaski pozostał przez cały 1812, tj. w okresie wojny z Rosją, której ostatnim akordem na ziemiach polskich była stoczona 13 lutego 1813 pod Kaliszem bitwa oddziałów VII Korpusu Wielkiej Armii (saskiego) pod dowództwem gen. Reyniera. W tamtym czasie funkcjonowanie szkoły było zagrożone wobec braku funduszów, a także z uwagi na śmiertelną chorobę jej komendanta .
Nie jest znana data śmierci Wincentego Podczaskiego, jednak można ją przyjąć na 1813 lub 1814. Po śmierci Podczaskiego, kolejnym komendantem Korpusu Kadetów 16 września 1814 został płk. Józef Regulski-Falk.